# Kitzmiller
Kitzmiller – miasto w Stanach Zjednoczonych, w stanie Maryland, w hrabstwie Garrett.
Leży nad rzeką North Branch Potomac River.

## Historia
Obszar dzisiejszego Kitzmiller w stanie Maryland był pierwotnie zamieszkany przez rdzennych mieszkańców Ameryki, w tym plemiona Czirokezów, Delawarów, Szaunisów oraz szczególnie Mingo. Wykorzystywali oni doliny rzeczne i sieć szlaków w regionie do sezonowych migracji, rybołówstwa, uprawy ziemi oraz jako miejsce schronienia i magazynowania zapasów.
Pierwsi osadnicy europejscy dotarli na te tereny w połowie XVIII wieku. Około 1740 roku przybył Daniel Bray, który w latach 90. XVIII wieku sprzedał swoją ziemię weteranowi wojny o niepodległość, Thomasowi Wilsonowi II. Jego syn, Thomas Wilson III, osiedlił się na tym terenie w 1801 roku i rok później założył młyn zbożowy. Głównym zajęciem pierwszych osadników było rolnictwo i hodowla zwierząt.
W 1853 roku Ebenezer Kitzmiller, który poślubił córkę Thomasa Wilsona III, Emily, założył w okolicy przędzalnię wełny. Produkty jego zakładu cieszyły się dużym uznaniem wśród drwali i leśników w Ameryce Północnej. Gdy w 1877 roku planowano założenie urzędu pocztowego, mieszkańcy zdecydowali się nazwać osadę na cześć Kitzmillera — nazwano ją "Kitzmillersville". W 1906 roku miejscowość została oficjalnie zarejestrowana jako "Kitzmiller", co stanowi skróconą wersję pierwotnej nazwy.